# Epidendrum katarun-yariku
Espèce
Epidendrum katarun-yariku est une espèce d'orchidées du genre Epidendrum poussant sur les tepuys du plateau des Guyanes.

## Répartition
Cette plante se rencontre dans le Nord du Brésil et au Venezuela. Elle est présente entre 1 380 et 2 400 m d'altitude.

## Statut de conservation
Les auteurs proposent de classer cette plante comme Vulnérable en raison du réchauffement climatique qui fait grimper les températures et diminue les pluies, or, compte tenu de sa situation géographique, il lui est impossible de migrer en altitude.

## Systématique
Le nom correct complet (avec auteur) de ce taxon est Epidendrum katarun-yariku Hágsater (d) & Wrazidlo (d),.

### Étymologie
Mateusz Wrazidlo laisse la famille de son guide du village de Paruima nommer la plante et celle-ci opte pour « katarun yariku » (mots pemons pour « haute fleur »).

### Publication originale
- (en) Eric Hágsater et Mateusz Wrazidlo, « Epidendrum katarun-yariku (Orchidaceae), a new species of the Schistochilum group from the tepuis of the Guiana Highlands in South America », Phytotaxa, vol. 472, no 1,‎ 18 novembre 2020, p. 33–40 (ISSN 1179-3163, DOI 10.11646/phytotaxa.472.1.4).